# Родина

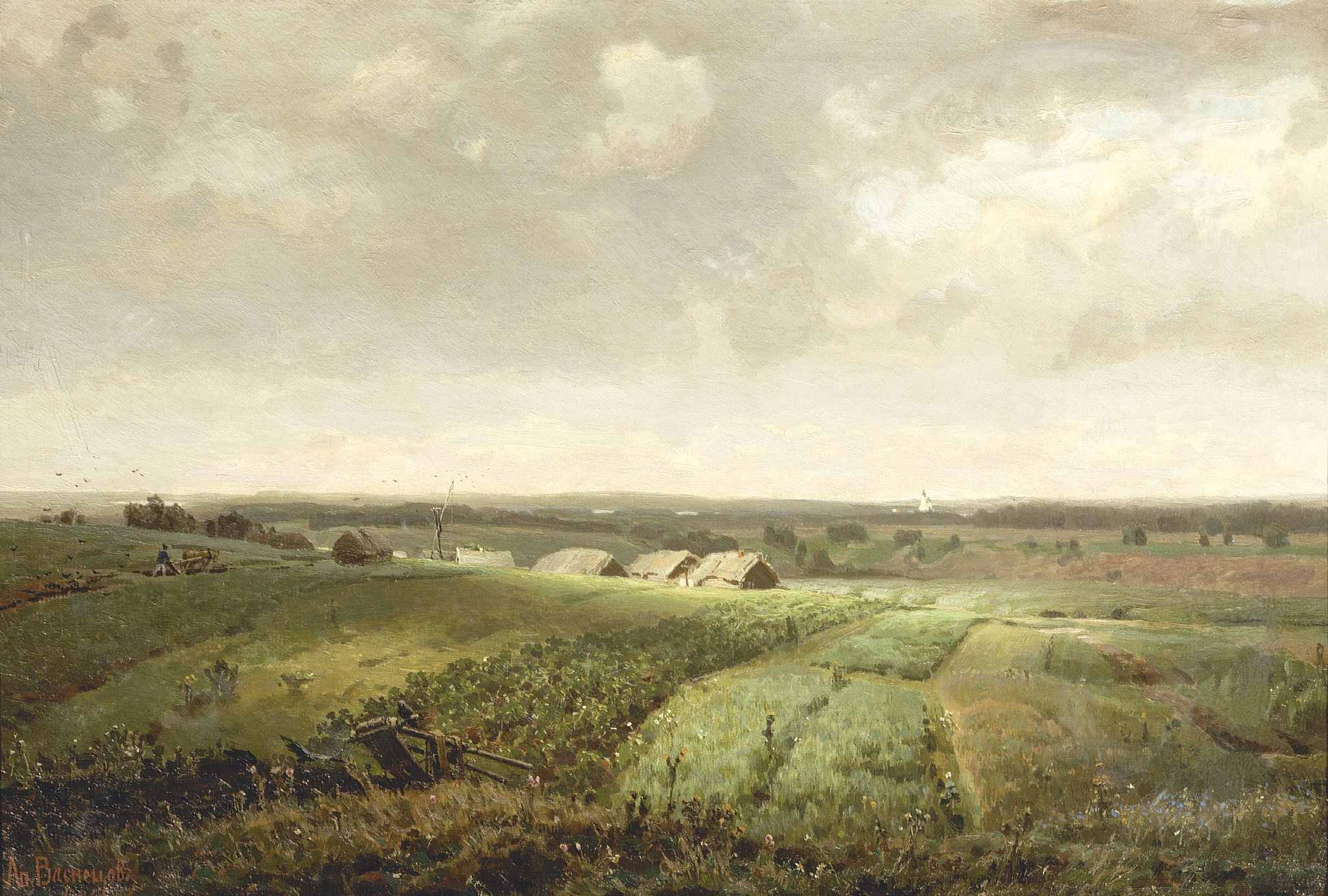
Родина, Аполлинарий Васнецов, 1886

Ро́дина (от род и др.-рус. родъ) — место рождения человека, его происхождения; родная страна, Отечество; страна, в которой человек родился и гражданином которой является; модель отношений между индивидом и обществом, между гражданином и государством, между личностью и централизованной идеологической системой; место происхождения, возникновения объекта или явления.

## История
Первоначально родиной являлось только то пространство, которое сейчас называется малая родина: небольшие человеческие группы, рода, племена, небольшие народы оседали на небольшой территории и осваивали её. Позже эти небольшие группы укрупнялись, превращаясь в народ в полном смысле этого слова, и образовывали большую родину.
По мнению В. А. Тишкова (2003), ландшафт и природные ресурсы влияют на развитие человеческих сообществ; согласно Александру Мерфи (1989), человеческое воображение наполняет данное географическое пространство культурным смыслом, становится осмысленным. По мнению Тишкова, «При всей условности групповых образований, именно группы, а не отдельные индивиды конструируют смысл занимаемого ими пространства… Осмысленное пространство… потому и существует, что есть людское сообщество, члены которого… считают себя принадлежащими данному пространству». Смысл этого пространства, как правило, описывается в терминах «родина», «родной дом». Бенедикт Андерсон отмечал, что родина чаще всего понимается как «данная от природы», «невыбираемая»; неизменная.
Если этническая общность в представлении людей оказывается связанной с конкретным географическим пространством, наполняемым этническим смыслом, формируется совпадение двух идентичностей — этнической и территориальной, каждая из которых рассматривается людьми в качестве устойчивой или неизменной, а в совокупности они могут создавать комплексную этнотерриториальную идентичность.

## Содержание понятия
Родина рассматривается как многоуровневое пространственное объединение. В этом смысле под родиной понимается определённая территория. Масштабы пространства, ассоциированного с родиной, могут быть различны: от конкретного места, где человек родился и вырос (регион, населённый пункт, местность), до страны, государства, гражданином которого он является. В Словаре В. И. Даля (в статье «Раждать») под родиной понимается родимая земля; в широком смысле слова — это земля, государство, где кто родился, в узком смысле — конкретный населённый пункт, город или деревня. В. Н. Телия считает, что под родиной следует понимать, во-первых, страну, где человек родился и гражданином которой он является (большая родина), во-вторых, место рождения человека (малая родина). Ж. Б. Есмурзаева понимает под родиной родную страну, родную землю, место, где человек родился и где живут его близкие. Такое понимание свойственно не только русской культуре, в английском языке ему соответствуют слова Homeland, Motherland, Fatherland.
В ряде случаев под родиной понимается место постоянного проживания лица или его родственников, соответствующей этнической группы.
И. В. Наливайченко понимает родину как «мир ощущений и чувств человека, мир его детства и взрослой ностальгии». Это восприятие родины во многом определяется тягой человека к месту своего рождения. Родина часто рассматривается как духовно-нравственная ценность, святыня.
Также родина рассматривается как продукт исторического развития народа, который переделывает естественную среду в соответствии с представлениями своей культуры.
По мнению И. И. Сандомирской, родина — это идеологическая икона, создаваемая языковыми клише и каноничностью дискурса; понятие родины целенаправленно и сотворимо; предназначение родины как символа состоит в создании смыслов и значений внутри себя и отчуждении всего, что может прийти извне, то есть в разработке и поддержании мифа о собственной уникальности.

## Малая родина
Понятие малая родина включает три взаимосвязанных смысла. Во-первых, это исторически первоначальная небольшая родина малых человеческих групп; во-вторых, территория региона, населённого этнически своеобразной группой, и в силу некоторых причин относительно обособленная от большой родины или просто обособленная от остальной страны; в-третьих, место рождения индивида, проживающего ныне в другой географической точке своей большой родины, но сохранившего воспоминания о малой родине.
Во многих современных странах мира сохранились небольшие территории, в той или иной мере изолированные от большой родины. Это территория расселения особых этнических групп (например, баски в Испании) или регионы, в которых этнические группы проживали относительно обособленно. Иногда они имеют собственные государства. В этих регионах возникает региональное самосознание, которое помогает лучше познать родной край, стать сопричастным ему, а с ним, возможно, и всей большой родине. Увлечение своей маленькой территорией, её особенностями в сфере быта, культуры, фольклора, народного говора создаёт явление, получившее название регионализма.
Но и там, где регионализм отсутствует, буколические настроения, тяга к сельской местности, способствуют формированию чувства родины, как малой, так большой. Ещё Вергилий и Гораций воспевали прелести деревни, умилялись здоровым бытом сельской местности. Многие авторы сочувственно изображают местный быт. В XX веке это итальянский писатель Чезаре Повезе, норвежский — Кнут Гамсун и др. В русской литературе 1950—1980-х годов развивалась деревенская проза, направление, связанное с обращением к традиционным ценностям в изображении современной деревенской жизни.

## Вторая родина, новая родина
Вторая родина — место, давшее человеку приют, ставшее родным.
В случае смены человеком страны проживания новая страна пребывания может стать для него новой родиной в случае, если он овладевает культурой этого национального коллектива и у него появится интуитивно-сознательная привязанность к своей новой родине.

## Образы родины
Природные и создаваемые творчеством человека образы родины формируют сознательное и бессознательное понимание её личностью, предопределяют отношение к ней. Образы родины, создаваемые искусством, позволяют личности ощутить сопричастность к ней. Образы родины могут быть также результатом осознанного конструирования в системе государственной идеологии.

## Историческая родина
Понятие историческая родина используется, в частности, в политологии, а также в науке конституционного права и может означать: место рождения конкретного человека, то есть государство, на территории которого он родился; государство, к титульной нации которого данный человек относится по рождению, независимо от места рождения; государство, которое стало правопреемником государства, гражданином которого он был.

## Некоторые исторические и культурные коннотации
- В нацистской Германии (1933—1945 годы) немецкое понятие «Heimat» (дом, родина, отечество, отчизна) трактовалось национал-социалистами как «основная страна германской расы». Этот расистский акцент вместе с пангерманскими и завоевательными устремлениями нацистов и их политикой геноцида других народов и ряда социальных групп весьма негативно повлияли на первоначально позитивное понимание концепции «Хаймат»-родины.
- В ЮАР в период апартеида концепции родины придавался иной смысл. Родины («tuislande») для коренного населения были определены в пределах этнических границ. Однако географические границы не соответствовали первоначальным границам банту. Белое правительство выделило примерно 25 % не занятой пустыней территории для племенных поселений чернокожих. Белые и другие нечёрные были ограничены в праве владеть землёй и селиться в этих районах. После 1948 года этим районам постепенно предоставлялось всё больше прав «домашнего правления», самоуправления. С 1976 года некоторые из этих регионов получили независимость. Четыре из них были объявлены независимыми государствами самой Южной Африкой, но не были признаны таковыми ни одной другой страной. Территории, отведённые для африканцев, назывались также бантустанами.
- В Австралии термин «родина» относится к относительно небольшим поселениям аборигенов (называемым также «Outstations», «отдалённые стоянки»), где люди, имеющие тесные родственные связи, разделяют земли, значимые для них по культурным причинам. Большое число таких «родин» расположено в Западной Австралии, Северной территории и Квинсленде. Расцвет австралийского «Движения родины» пришёлся на 1970-е годы. По оценкам число австралийских «родин» колеблется в районе 500—700, причём не все из них постоянно заняты в силу сезонных или культурных причин[18].
- В Турции понятие «родина», особенно в патриотическом смысле, обозначается термином «ana vatan» (букв. «Родина-мать»), в то время как «baba ocağı» (букв. «отчий очаг») используется для обозначения до́ма, где прошло детство.
- В таких больших многонациональных странах, как Индия, Индонезия и других, процесс образования общей родины нельзя считать завершённым, хотя он движется вперёд[7].

«Свобода, ведущая народ» (1830 год) Эжена Делакруа — персонификация Франции
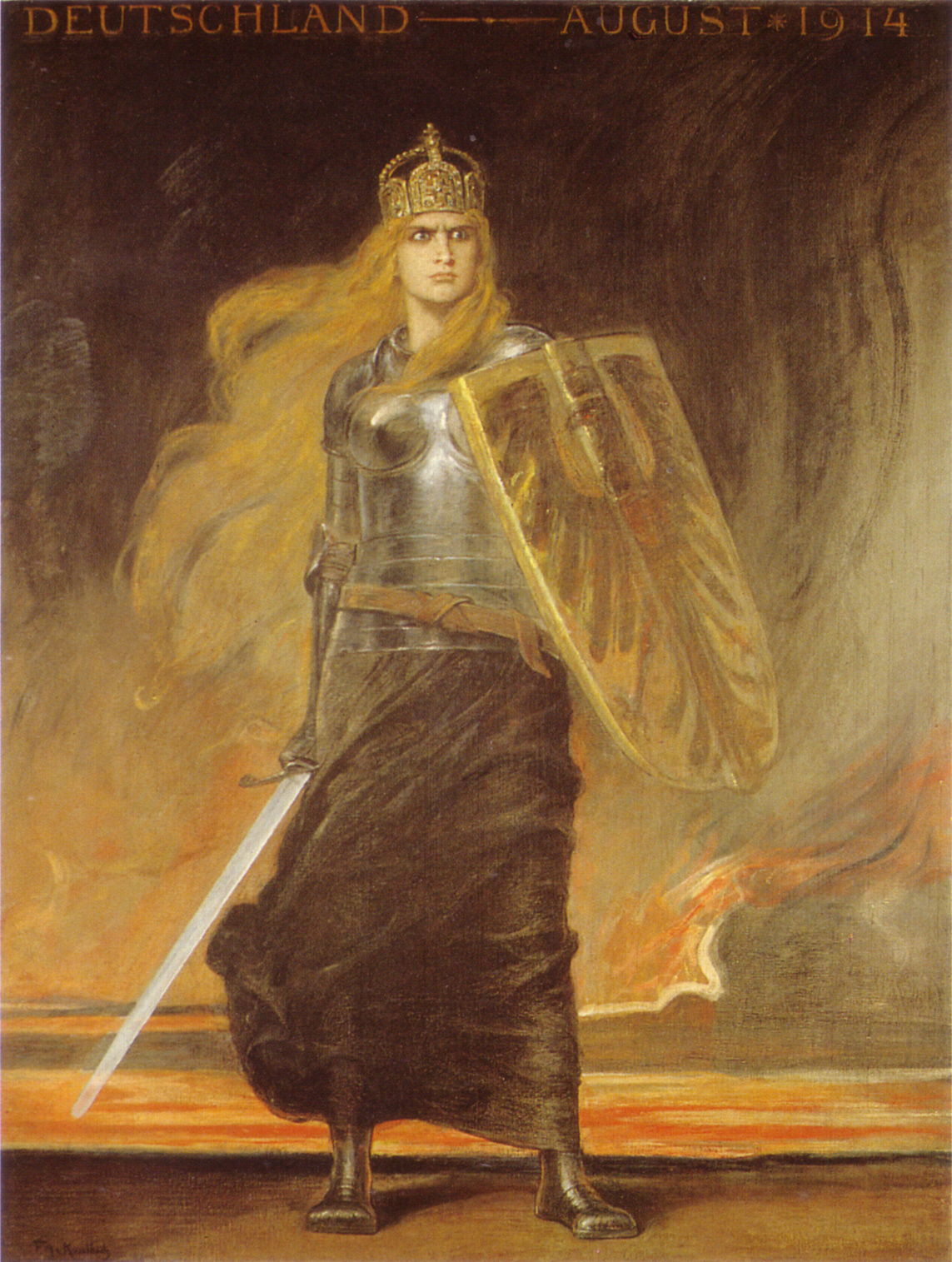
Германия. Картина Ф. А. Каульбаха
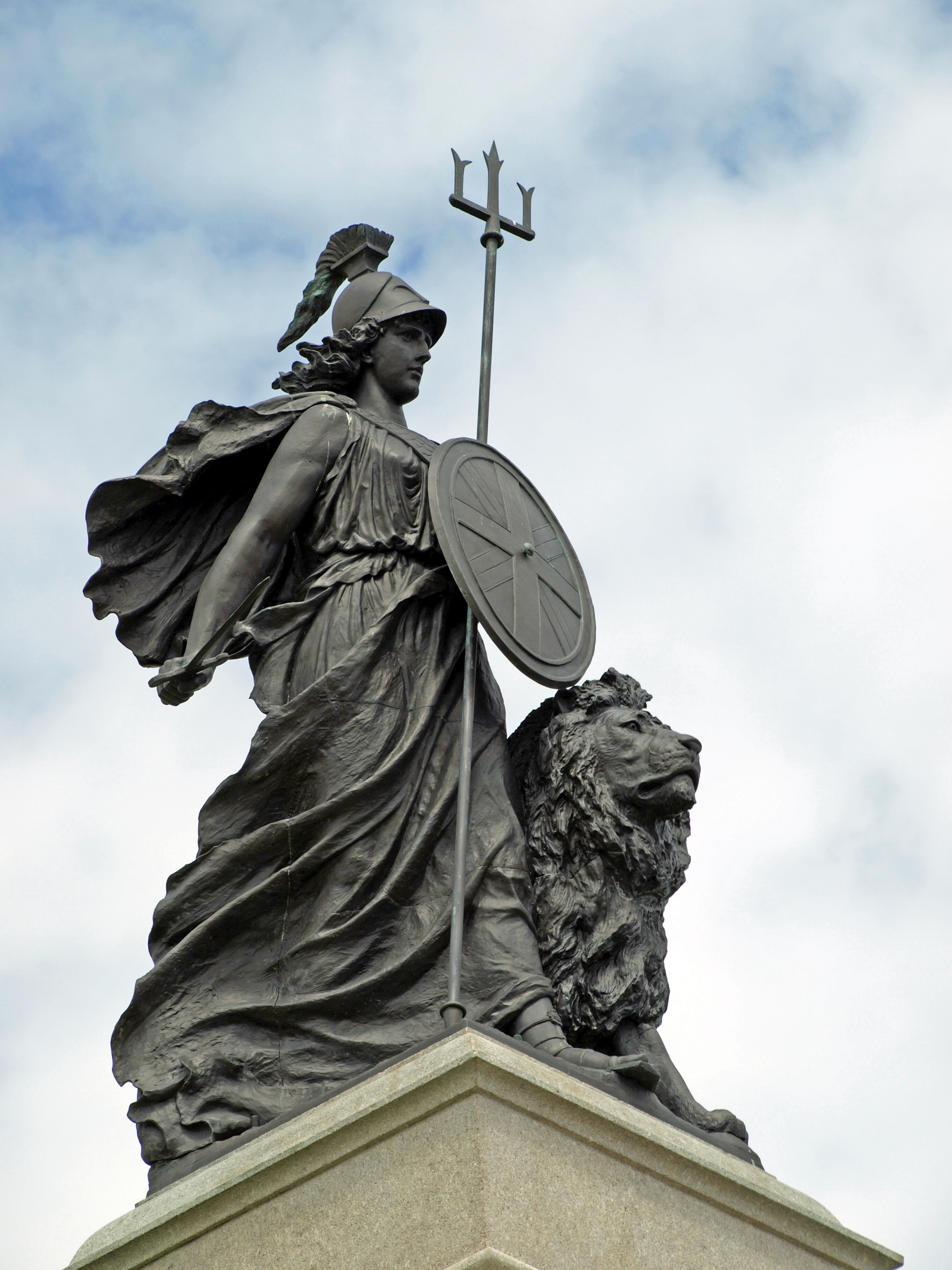
Британия. Статуя в Плимуте
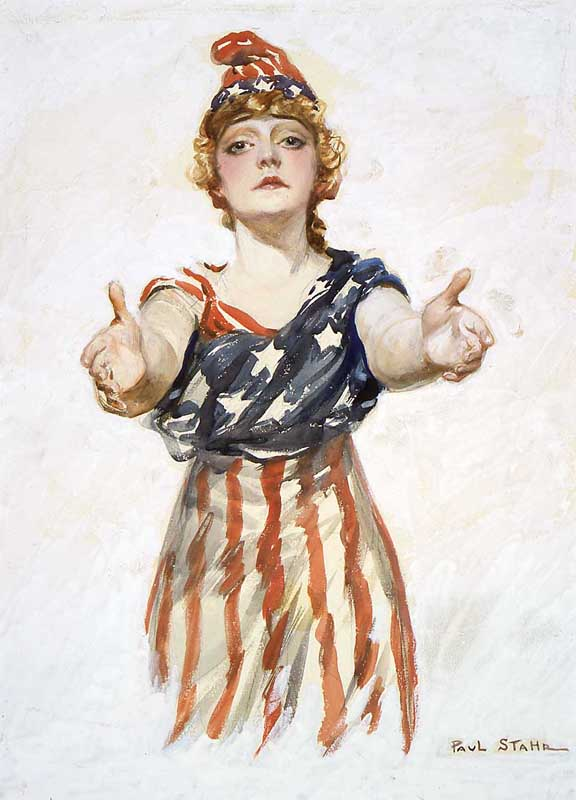
Колумбия — образ, олицетворявший США
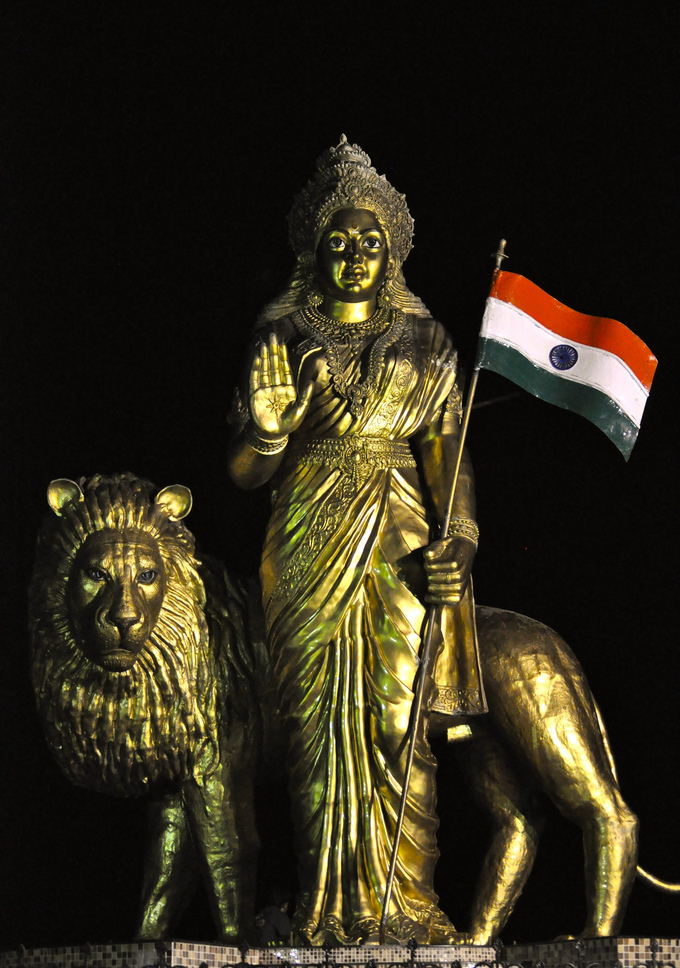
Бхарат Мата, Мать-Индия

## Россия

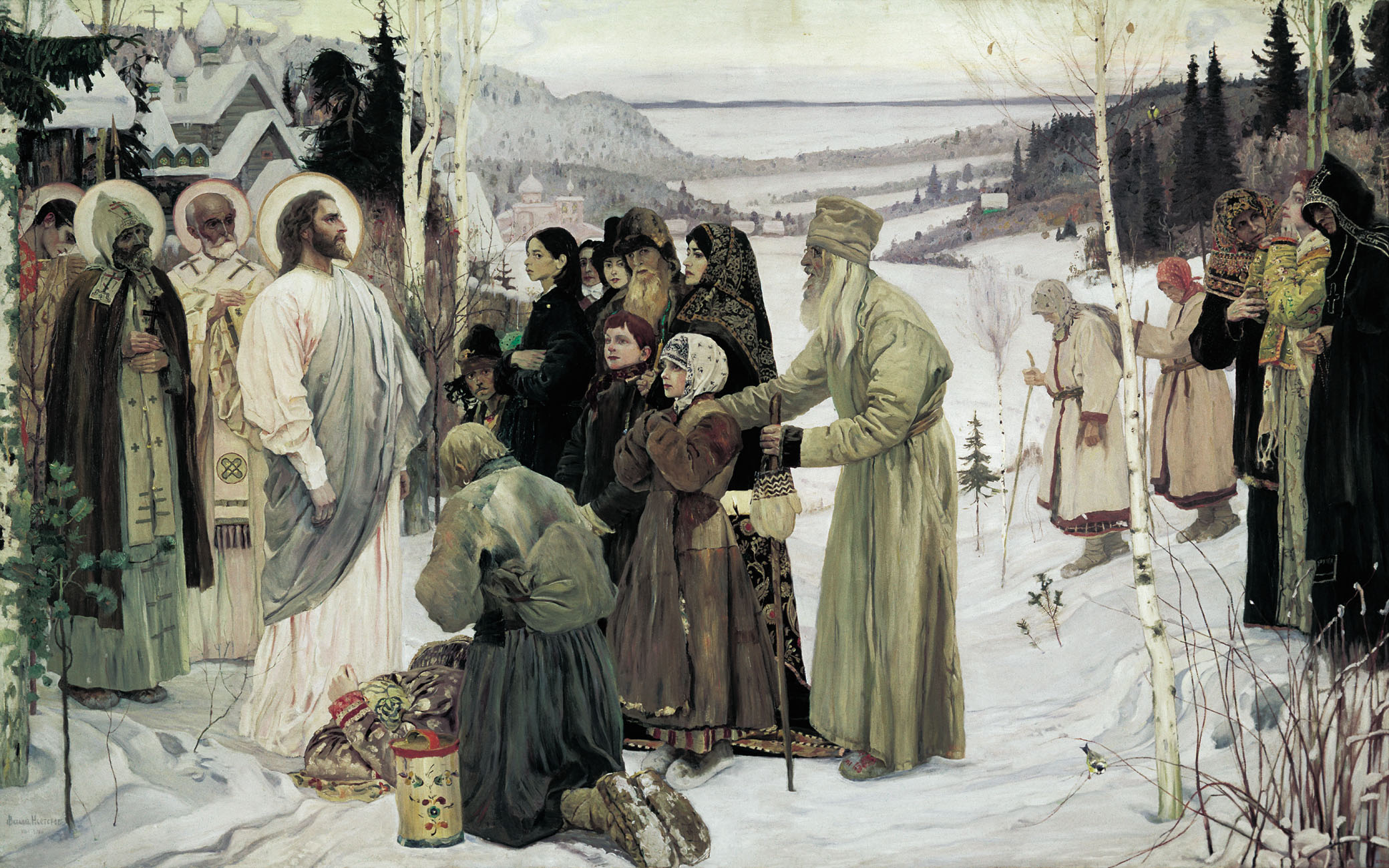
«Святая Русь», картина Михаила Нестерова, 1901—1906

С эпохи средневековья Россия развивается как единое политическое, экономическое и культурное пространство. Народы России общаются друг с другом, в некоторой мере территориально перемешиваются, имеют общие устремления, используют русский язык как язык межнационального общения. В итоге возникло государственное, геополитическое, культурное и отчасти языковое единство населения страны. Постепенно сформировалось чувство общей родины. Большим вкладом в становление общего чувства родины была Великая Отечественная война.
В идеологическом дискурсе и массовом сознании России и СССР имеет место сакрализация родины и её границ.
Как показывают социологические опросы, понятие «родина» ассоциируется с близкими, особенностями домашнего быта, природой, окружающей средой, а также с образом жизни, родным языком, родной территорией. Распространённым является понимание родины как определённого пространства. Родина для респондентов представляется инклюзивным понятием, вбирающим в себя, как в матрёшку, и родной дом, и родную страну.
Многие малые народы России имеют свою историческую территорию, которая рассматривается как их малая родина.
Русские эмигранты, которые бежали из Советской России и осели в других странах, сознательно оберегали свою национальную идентичность, стремясь сохранить её для возвращения на родину, в уже постсоветскую Россию. Они прилагали усилия для организации русского образования, книгоиздательства, прессы, ежегодно отмечали День рождения Пушкина.
Многие лица нерусской национальности, родившиеся и жившие в СССР, после распада СССР считают своей исторической родиной Российскую Федерацию, продолжая проживать на территории других бывших союзных республик.
В России действует (2002—2006 годы, с 2012 года) политическая партия «Родина» лево-этатистской направленности (Всероссийская политическая партия «Родина»; в 2002—2004 годах — «Партия российских регионов», ПРР).

### Образы родины в России

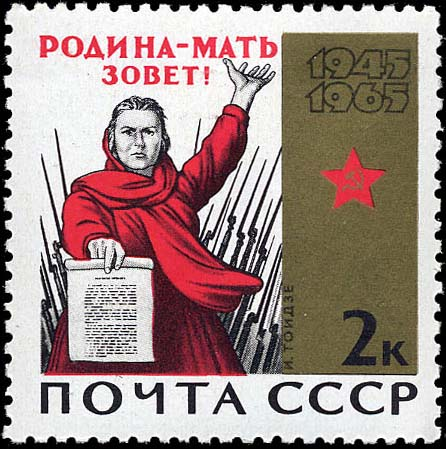
Советская почтовая марка 1965 года по плакату Ираклия Тоидзе «Родина-мать зовёт!», оформление Е. Анискина

Задачу установить сопричастность личности к родине решает, в частности, русская литература.
Участники социологического опроса, проведённого в 2012 году, формулируют следующее образное понимание родины: это нечто чистое, светлое (берёзы), плодородное и бескрайнее (поля, небо), иногда немного печальное (дожди) субстанциональное начало жизни (дирекция «все вообще»), нечто милое, неприручаемое полностью (кот, леса, реки в лесу), мощное (медведь, тигр), хотя не нападающее без причины (медведь в спячке), которое безропотно несёт свою ношу-судьбу (лошадь, верблюд), ей можно и должно служить бескорыстно (образы богатырей, героев Великой Отечественной войны и памятники им), это нечто заведомо нетоварное (идеология советских фильмов и книг), отчасти данное в вере (образ церквей) и не данное в современных жизненных стереотипах.
Персонификацией России и СССР является Родина-мать.

### Русская философия
В трудах русских философов присутствуют возражения против материально-природного, бытийственного понимания родины, исчерпания её содержания местопребыванием и совместным бытом. Родина не зависит от формальных параметров субъекта, его языка или подданства. И. А. Ильин считал, что «Родина, прежде всего… её дух и её святыни», «нечто от духа и для духа». С. Л. Франк подчёркивал духовно-нравственную идеальность родины. Ильин называл эмигрантов «живыми кусками нашей России» и рассматривал родину как живое существо, которое воплощено во всех личностях, как проживающих, так и не проживающих на определённой территории. Г. П. Федотов полагал, что физическое оставление родины не является её предательством и потерей. С другой стороны, нахождение личности на территории государства, по мнению Ильина, не детерминирует обретение своей родины. Ильин допускал разрыв личности с тем, что обычно считается отечеством, и создание для себя новой истинной родины. Ильин считал, что обретая родину, личность преодолевает психический атомизм, уподобляет личный дух с духовной жизнью своего народа и признаёт неотрывность личности от пути родины.

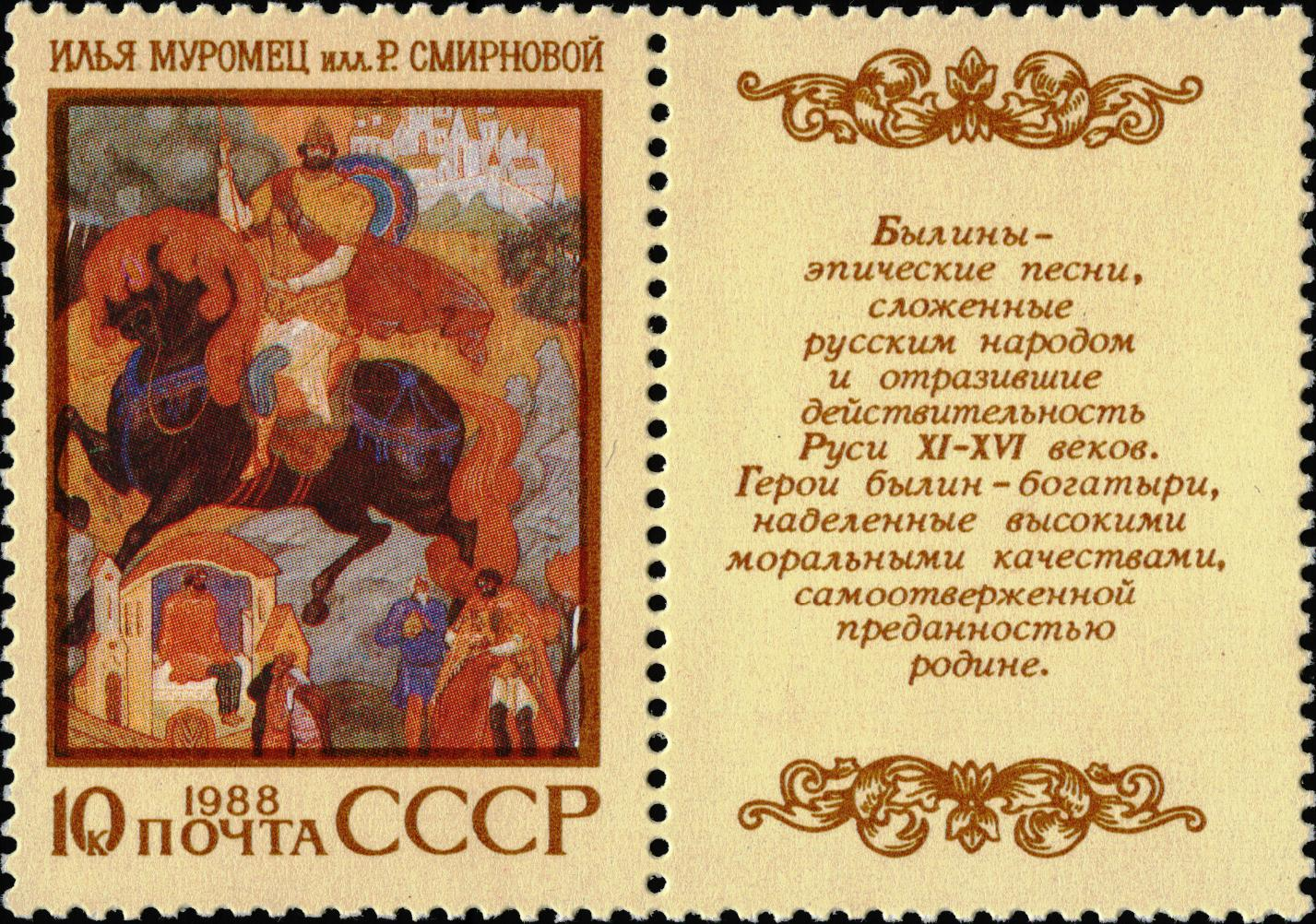
Образ богатырей, преданных родине. Илья Муромец, Р. Смирнова, Почтовая марка СССР, 1988

Для русской философской мысли характерна идея родины как высшей ценности, которую нельзя ничем заменить. Ильин утверждал, что наличие родины, любовь к ней означают отличие человека духовного от «духовного идиота», для которого всё то, что обозначается словом «дух», является бессмысленным выражением. П. Б. Струве соглашался с тем определением роли родины, которое И. С. Тургенев вложил в уста Лежнёва: «Россия без каждого из нас обойтись может, но никто из нас без неё не может обойтись. Горе тому, кто это думает, двойное горе тому, кто действительно без неё обходится. Космополитизм — чепуха, космополитизм — нуль, хуже нуля». Б. К. Зайцев и Е. Н. Трубецкой рассматривали родину как духовное понятие, святыню, занимающую высокое положение в иерархии ценностей. Трубецкой приходит к выводу о том, что родина должна рассматриваться как единственная, незаменимая, абсолютная ценность, имеющая приоритет над всеми остальными, иначе «Родину… меняют на что-либо другое, более соответствующее интересу, вкусу, выгоде», как это было, например, в период Первой мировой войны, когда ставился вопрос о том, что предпочтительнее: спасение Отечества или классовые интересы. С. Н. Булгаков понимал родину как источник и детерминант всех помыслов и действий человека, его духовную основу и священный объект. В понимании П. А. Флоренского, родина, прежде всего, духовная сущность, высшая ценность, идеал, к которому стремится человек, в котором он ощущает насущную потребность. Истинная родина, как духовное образование, является, по мнению Флоренского, средоточием культурной жизни, выкристаллизовывающим культурное строительство русского народа. Родина — неуничтожаемая духовная идея. Если идея родины жива, то не всё погибло.
А. Ф. Лосев рассматривал родину как особую совокупность нравственных интеллектуальных идей и представлений, ценностей, разделяемых личностью, действенное служение духовным идеалам, что, по его мнению, является условием и подтверждением вечной жизни и бессмертия человека. Г. Д. Гачев определял родину как общественное, духовное целое, имеющее также телесную основу. Родина может выступать в качестве общественного идеала, который переживается и воспринимается личностно.
Федотов считал, что понятие Родины не будет полным, не обретёт деятельного нравственного содержания, если будет формироваться в условиях контрарности к прочим странам и территориям, если человек не будет соотносить идею и цель родины с общечеловеческой идеей вечного существования и развития человечества во всём её многообразии. Лосев полагал, что существует и общечеловеческая родина как твердыня добра и истины.

## Родина объекта или явления
Родина объекта или явления — место его происхождения. Страной происхождения товаров считается страна, в которой товары были полностью произведены или подвергнуты достаточной переработке. При этом под страной происхождения товаров может пониматься группа стран, либо таможенные союзы стран, либо регион или часть страны, если имеется необходимость их выделения для целей определения страны происхождения товаров.
Понятие страны происхождения используется в экономике для указания страны, в которой была основана и (или) имеет свою штаб-квартиру международная компания. В музыке и спорте используется как указание страны происхождения музыкальных групп и спортивных команд.